# Falcuna campimus
Falcuna campimus är en fjärilsart som beskrevs av Holland 1890. Falcuna campimus ingår i släktet Falcuna och familjen juvelvingar. Inga underarter finns listade i Catalogue of Life.